# Großlangheim

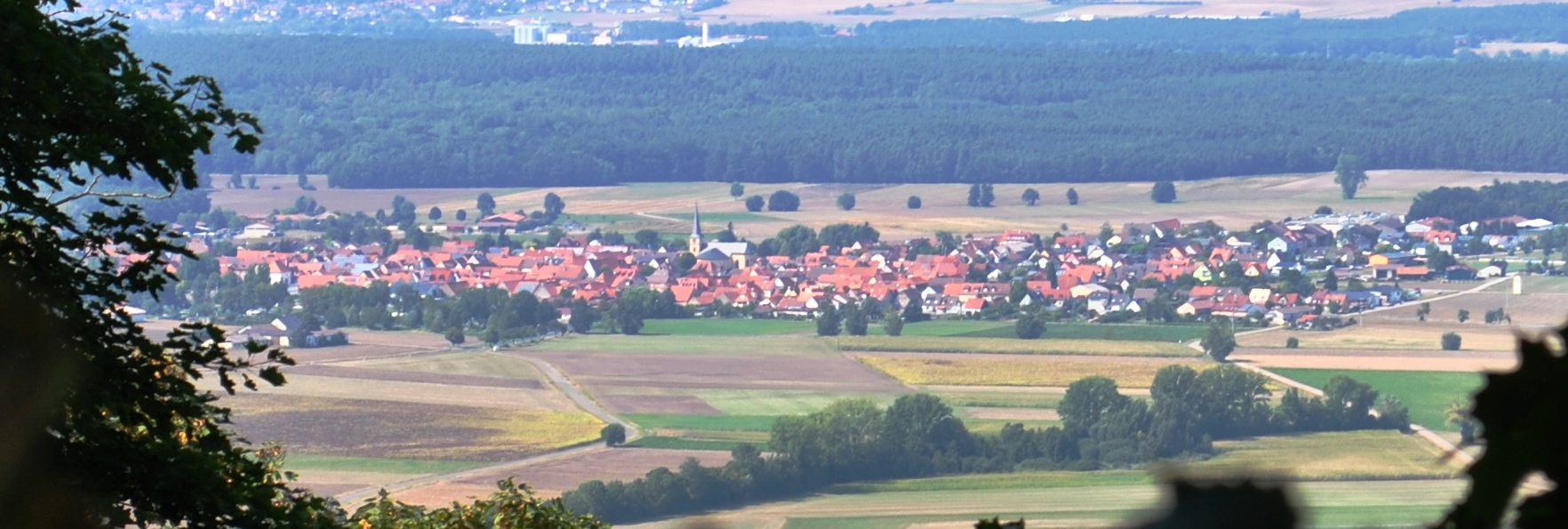
Großlangheim vom Schwanberg gesehen

Großlangheim ist ein Markt im unterfränkischen Landkreis Kitzingen und der Sitz der Verwaltungsgemeinschaft Großlangheim in Bayern.

## Geografie

### Lage
Großlangheim liegt in der Planungsregion Würzburg (Bayerische Planungsregion 2) am Fuße des Schwanbergs. Im Süden der Gemarkung fließt der Mainzufluss Bimbach. An diesem reihen sich in Großlangheim die Weiden- und die Kuffenmühle auf.

### Gemeindegliederung

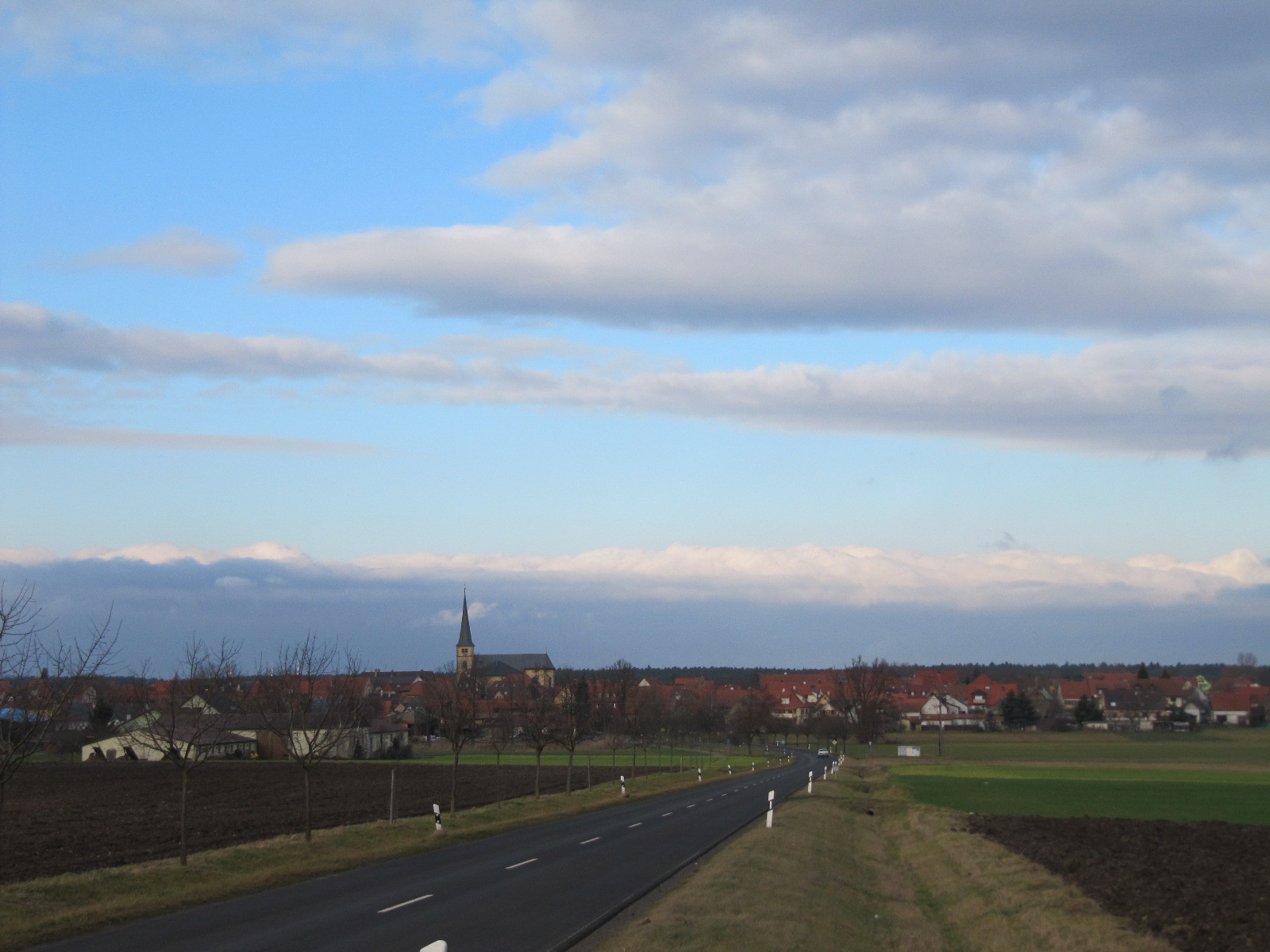
Blick auf Großlangheim mit St. Jakobus (von Rödelsee kommend)

Großlangheim hat zwei Gemeindeteile:
- Großlangheim (Hauptort)
- Weidenmühle (Einöde)

Es gibt nur die Gemarkung Großlangheim.

### Nachbargemeinden
Nachbargemeinden sind (von Norden beginnend im Uhrzeigersinn): Kleinlangheim, Wiesenbronn, Rödelsee, Kitzingen und Schwarzach am Main.

### Schutzgebiete
In der Gemarkung von Großlangheim befinden sich im Nordosten des Hauptortes zwei Naturschutzgebiete. Der Belkers bei Großlangheim ist Teil eines ausgedehnten Waldgebietes, auf der Feuchtwiese Kranzer wachsen seltene Orchideenarten.

### Naturräumliche Lage
Naturräumlich gehören Großlangheim und seine Gemarkung vollständig zur sogenannten Mainbernheimer Ebene. Dieser Naturraum bildet eine Untereinheit der Kitzinger Mainebene, die sich durch flachwellige Ebenen zwischen dem Mittleren Maintal und dem Anstieg des Geländes zum Steigerwald auszeichnet.

## Geschichte

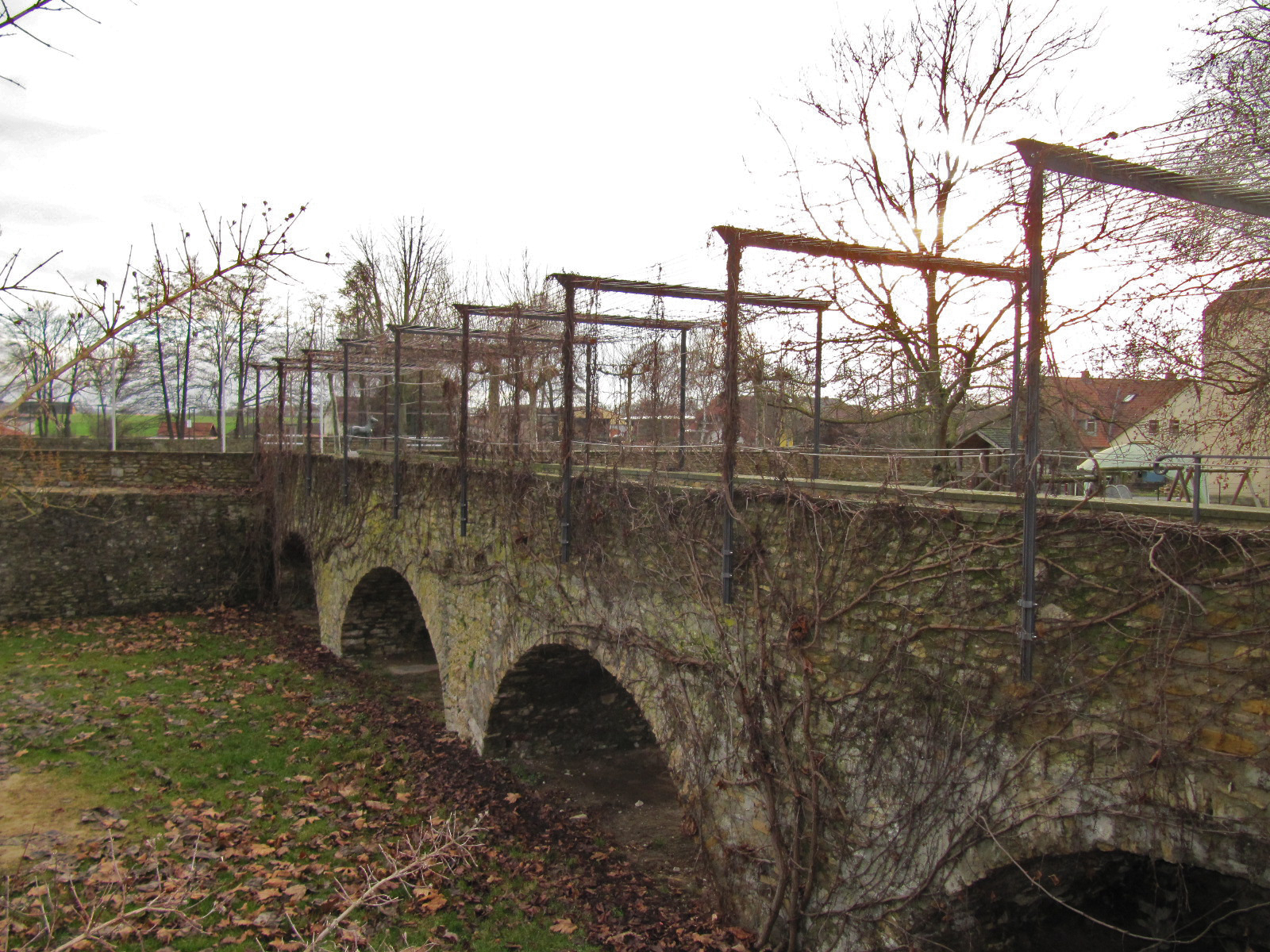
Steinerne Brücke über den Wehrgraben zur Wasserburg

### Bis zur Gemeindegründung
Funde von Mikrolithen bezeugen erste Siedlungen auf Großlangheimer Gemarkung schon vor rund 12.000 Jahren.
Urkundlich erschien Großlangheim das erste Mal als „Lanchheim“ im Jahre 816 n. Chr. in der Gründungsurkunde des Klosters Megigaudeshausen (auch Megingaudshausen). Als erste Ministerialen:16 werden die Langheims genannt. Sie waren wohl zunächst Dienstmannen des Frauenklosters Kitzingen. 1189 war die Rede von „Helmericus von Lamheim“, später „Langheim“ oder „Lankheim“. 1270:80, ging der Hof in „maiori Lanchheim“ an Eberhard Fuchs von Scheinfeld, der ihn 1276:80 der Zisterzienserabtei in Ebrach schenkte.
1315:18 erhielt Graf Friedrich von Castell vom Hochstift Würzburg:10 Vogtei und Zehnt in Großlangheim als Lehen. Ab dem 14. Jahrhundert:80 unterstand der größte Teil des Ortes den Grafen von Castell. König Sigismund gestattete am 21. Juli 1414:12 dem Grafen Linhart von Castell den Ort zu befestigen und Wochenmärkte sowie zwei Jahrmärkte abzuhalten. Der Wochenmarkt fand jeweils am Montag statt, Jahrmärkte gab es an St. Georg (23. April) und St. Jakob (25. Juli). Über dreihundert Jahre später, 1708, erhielt der Ort die Erlaubnis, vier Jahrmärkte abzuhalten.:5 Für die Sicherheit der Untertanen sorgte Graf Linhart durch die Befestigung mit Mauern und Gräben. Die Chronik:5 berichtet von fünf Türmen und vier Toren mit drei Torhäusern und vier Torwächtern. Das Torhaus in Richtung Kitzingen fiel im Schwedenkrieg zusammen mit vielen Dokumenten den Flammen zum Opfer und wurde 1676 durch Blitzschlag restlos zerstört. Bei einer Versteigerung konnten Ortsbewohner 1818 Teile des Grabens erwerben. Der Casteller Torturm in Richtung Kleinlangheim verschwand 1875, das Schwarzacher Tor 1892 und das Brückentor in Richtung Rödelsee 1893. Fragmente der Mauern sind noch um den ursprünglichen Altort zu erkennen.
Für 10.000 Gulden ging der Marktflecken 1447:81 von dem Casteller Grafen Wilhelm in den Besitz der Grafen von Henneberg-Römhild und Truchseß von Wetzhausen über. In deren Herrschaftszeit gelangten wahrscheinlich die Riemenschneider bzw. seiner Werkstatt zugeschriebenen Kunstwerke zwischen 1510 und 1515:46 in die Kapelle und die Kirche. Graf Heinz Truchseß zu Langheim war ein Freund des Würzburger Fürstbischofs Lorenz von Bibra, der Riemenschneider förderte. Heintz, Erhard und Philipp Truchseß von Wetzhausen veräußerten 1517 „ihre beiden Hälften an Schloß und Markt Langheim ganz …“:15 an das Hochstift Würzburg. Als Teil des Hochstiftes Würzburg wurde Großlangheim zugunsten Bayerns im Jahr 1803 säkularisiert und kam 1805 mit dem Frieden von Preßburg an Erzherzog Ferdinand von Toskana zur Bildung des Großherzogtums Würzburg, mit dem es 1814 an das Königreich Bayern zurückfiel.

### Jüdische Gemeinde
Im Jahre 1830 hatten die Großlangheimer Juden die Erlaubnis erhalten, eine Synagoge:182–187 und eine Schule zu errichten. Beim Novemberpogrom 1938 blieben diese Gebäude vom Feuer verschont. Der Grund war die Angst vor einer Ausweitung des Brandes. Die Einrichtung der Synagoge und die Schule der jüdischen Gemeinde am Schloßhof wurden jedoch durch SA-Männer verwüstet. Während des Krieges waren in der Synagoge Kriegsgefangene untergebracht und am Schluss beherbergte sie ein Lazarett. Nach dem Zweiten Weltkrieg nutzten sie die Großlangheimer als Feuerwehrhaus. Als dieses in einen Neubau umzog, wurde das Gebäude grundlegend renoviert und ist heute Kulturhaus. Dort finden Vorträge, Theater und Kabaretts sowie Kinovorführungen statt. Außerdem ist es Vereinsheim des Männergesangvereins Sängerlust Großlangheim.
Eine kupferne Gedenktafel erinnert an den Pogrom und die ehemalige jüdische Gemeinde.

### Religionen
Es gibt in Großlangheim eine katholische Kirche, die regelmäßig für Gottesdienste genutzt wird. Im Pfarrhaus lebte der katholische Pfarrer der Gemeinden Großlangheim, Kleinlangheim, Wiesenbronn, Mainbernheim und Rödelsee.

### Einwohnerentwicklung
| Jahr      | 1970 | 1987 | 1991 | 1995 | 2000 | 2005 | 2010 | 2015 |
| Einwohner | 1341 | 1293 | 1411 | 1471 | 1580 | 1577 | 1620 | 1606 |

Im Zeitraum 1988 bis 2018 stieg die Einwohnerzahl von 1294 auf 1598 um 304 Einwohner bzw. um 23,5 %. 2009 hatte der Markt 1633 Einwohner.
Quelle: BayLfStat

## Politik

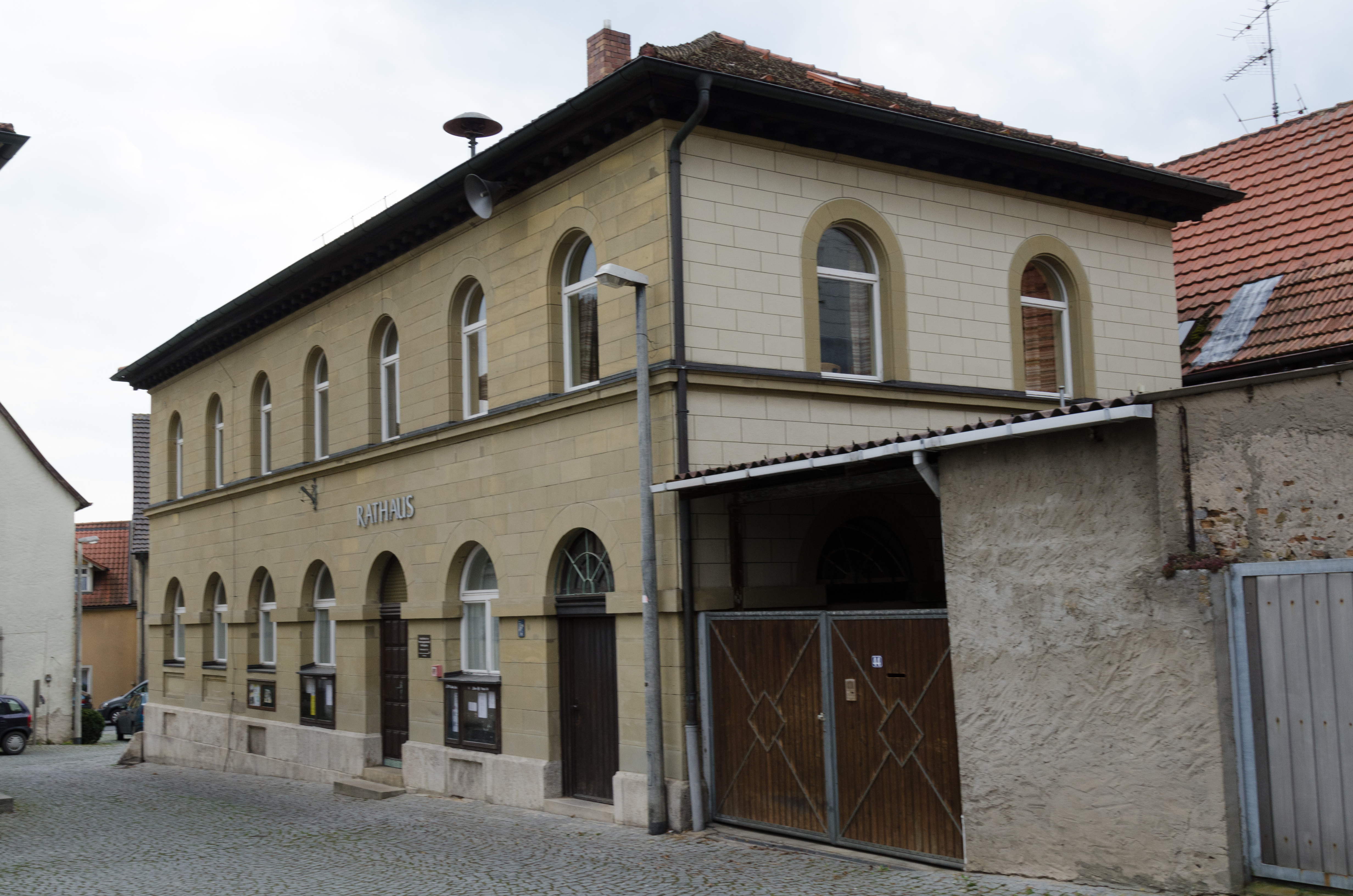
Rathaus (Baudenkmal)

### Gemeinderat
Die Gemeinderatswahlen seit 2014 ergaben folgende Stimmenanteile und Sitzverteilungen:
| Partei/Liste                    | 2020    | 2020    | 2014   | 2014   |
| Partei/Liste                    | %       | Sitze   | %      | Sitze  |
| CSU/Freie Bürger                | 32,55   | 4       | 42,5   | 5      |
| Freie Wähler                    | 26,40   | 3       | 25,5   | 3      |
| Junge Liste                     | 15,67   | 2       | 17,1   | 2      |
| Unabhängige Langemer Kandidatur | 14,52   | 2       | –      | –      |
| Großlangheimer Liste            | 10,86   | 1       | –      | –      |
| SPD/Großlangheimer Liste        | –       | –       | 14,9   | 2      |
| Wahlbeteiligung                 | 75,02 % | 75,02 % | 60,9 % | 60,9 % |

### Bürgermeister
Seit 1. Mai 2020 ist Peter Sterk (CSU/Freie Bürger) Erster Bürgermeister; er wurde am 15. März 2020 mit 57,9 % der Stimmen gewählt. Sein Vorgänger war vom 1. Mai 1996 bis 30. April 2020 Karl Höchner (CSU/Freie Bürger); er hatte bei der Wiederwahl 2014 erneut mit 60,5 % der abgegebenen Stimmen die Mehrheit erreicht.

### Haushalt
Großlangheim ist eine der wenigen Gemeinden in Bayern, die völlig schuldenfrei sind und trotz Dorferneuerung schon seit Jahren einen ausgeglichenen Haushalt vorweisen können.

### Wappen
| Wappen von Großlangheim | Blasonierung: „In Rot der wachsende, silbern gekleidete und golden nimbierte Heilige Jacobus mit einer goldenen Muschel in der Rechten und einem goldenen Wanderstab in der Linken.“ |
| Wappen von Großlangheim | Wappenbegründung: Im Jahre 1414 erhielt Großlangheim die Marktrechte. Von 1547 ist der Abdruck eines Siegels mit dem heiligen Jakobus bekannt, dem die Pfarrkirche geweiht ist. Die Darstellung des Heiligen geht auf ein Siegel von 1633 zurück, auf dem er eine Muschel und einen Pilgerstab trägt. Die Farben Silber und Rot stammen aus dem Wappen der Grafen von Castell, aber auch des Würzburger Staates. Den Grafen gehörte um 1447 fast der gesamte Markt, der sie 1399 die Antoniuskapelle stifteten. Ab 1517 war der Markt im Besitz von Würzburg. Das bayerische Innenministerium bestätigte am 9. Mai 1961 das Wappen in der Darstellung von 1633. |

## Kultur und Sehenswürdigkeiten

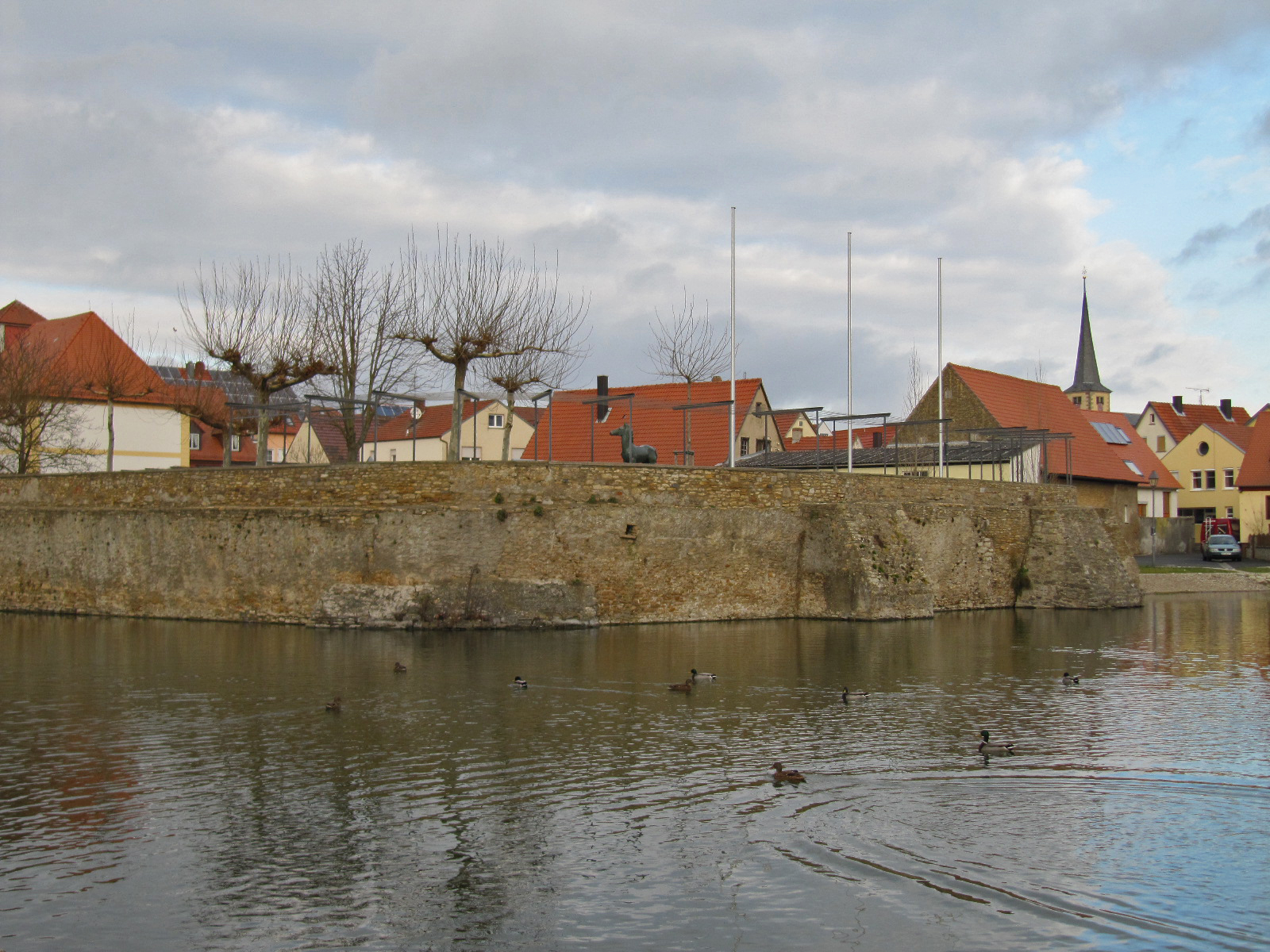
Reste der ehemaligen Wasserburg mit Graben

### Baudenkmäler

#### Wasserburg
Nach der Infotafel an der Brücke wurde die Wasserburg Großlangheim im 14. Jahrhundert zum ersten Mal urkundlich erwähnt als Eigentum der Grafen von Castell. Von diesen ging sie an die Truchseß von Wetzhausen. Danach kam sie in den Besitz des Hochstifts Würzburg. Im Bauernkrieg:33 plünderten die Bauern am 5. Mai 1525 zusammen mit Ortsansässigen das Schloss und zündeten es an. Nach Kriegsende bezahlten einige Ortsbewohner dies mit dem Leben, andere mussten beim Aufbau Unterstützung leisten. Ab 1660:25 konnte das Schloss nicht mehr als Wohnung genutzt werden und die Räume standen leer. Von 1694:25 an verfiel es und diente der Bevölkerung als Steinbruch. Nur Reste der Grundmauern, die steinerne Brücke und der Wehrgraben, der zum Teil mit Wasser gefüllt ist, lassen die ursprüngliche Größe der Anlage erahnen.

#### St.-Antonius-Kapelle
Die St.-Antonius-Kapelle wurde von den Grafen von Castell in der Mitte des 14. Jahrhunderts gestiftet und bis ins Jahr 1399 errichtet. In der Spätgotik erhielt das Kirchlein einige der wertvollen Ausstattungsgegenstände, die der Riemenschneider-Werkstatt zugerechnet werden. Nach der Säkularisation wurde der Abriss der Kapelle diskutiert, nach einer umfassenden Renovierung am Ende des 19. Jahrhunderts konnte dies jedoch verhindert werden.
Eine Besonderheit der Kapelle ist die gotische Türbekrönung mit den Figuren des heiligen Georg, des Patrons Antonius und der heiligen Muttergottes. Daneben existiert im Inneren ein Freskenzyklus über das Leben des heiligen Antonius. Er gilt als der besterhaltene seiner Art in Deutschland. Einige spätgotische Reliefs des 16. Jahrhunderts wurden in den neugotischen Hochaltar eingefügt.

#### Katholische Pfarrkirche St. Jakobus

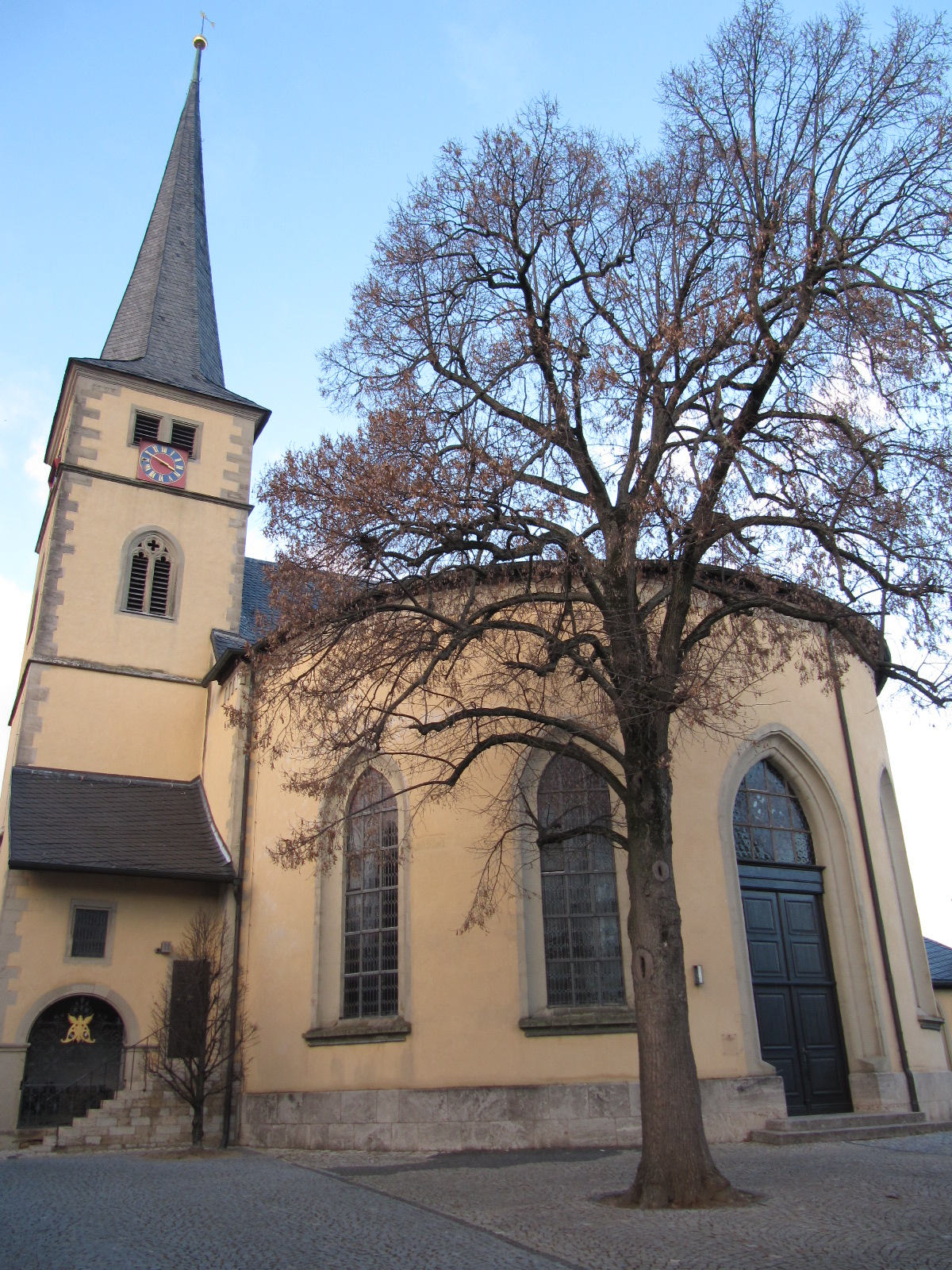
Katholische Kirche St. Jakobus in Großlangheim

Die Kirche St. Jakobus ist an der heutigen Stelle erst von der Mitte des 15. Jahrhunderts an überliefert. Zuvor war der Gottesdienst in einer anderen Pfarrkirche im Ort gefeiert worden, die bereits als frühchristliche Taufkirche aus dem 10. Jahrhundert überliefert war. Bei einem Umbau im 19. Jahrhundert wurden zwei Rotunden an das spätgotische Kirchenschiff angebaut.
Im Inneren des Gotteshauses sind eine Vielzahl an Ausstattungsgegenständen unterschiedlicher Epochen vorhanden. Insbesondere der Umbau in den Jahren 1820/1821 brachte neugotische Elemente ins Kircheninnere. Besondere Schätze sind die Holzplastiken aus der Schule von Tilman Riemenschneider. Es handelt sich um ein Vesperbild, mehrere Heiligenskulpturen und ein Relief und dem Maria zwei weiteren Heiligen.

#### Friedhof
Ursprünglich umgab der Gottesacker:50 mit einem Beinhaus die Kirche. 1622 wurde er im Zusammenhang mit dem Kirchenneubau erweitert. Lutheraner und Fremde wurden in dem Fremden–Friedhof vor dem Schwarzacher Tor bestattet. Ab 1732 beerdigte man nur noch im Fremden–Friedhof.

#### Marterlesweg
In Großlangheim und auf seiner Flur gibt es zahlreiche Bildstöcke, die auf einem Rundgang, dem Großlangheimer Marterlesweg, erwandert werden können. Der älteste Bildstock von 1501, auf dem Engel das Blut Christi auffangen,:82 schmückt den Kirchplatz.

### Sagen

#### Vom verdeckten Brunnen
In der Nähe der Pfarrkirche St. Jakobus befand sich einst ein Brunnen, der die meiste Zeit mit einem Holzdeckel abgedeckt war. Die Kinder aus dem Dorf fürchteten sich vor dem Brunnen, insbesondere die jungen Mädchen mieden ihn. Einmal an Fasching war er aufgedeckt und die Dorfjugend stand maskiert um den Brunnen herum. Die Jungen kamen auf die Idee, von der einen Seite des Brunnens auf die andere zu hüpfen. Immer schneller erfolgten die Sprünge und immer knapper kamen die Buben auf der anderen Seite an. Einer der Jungen spornte die anderen an, immer riskantere Sprünge zu wagen. Einem anderen fiel auf, dass der Haufen Zuwachs bekommen hatte. Er sagte den anderen, sie sollten mit dem Springen aufhören und stattdessen einmal durchzählen. Statt zehn Kindern standen nun elf um den Brunnen. Da wurde es ihnen unheimlich und sie verließen den Platz. Der elfte Knabe war aber nicht mehr zu sehen.

#### Die Wäscherinnen am Roten Graben
Zwischen Großlangheim und Haidt führt ein Weg über einen kleinen Bach, den Rodenbach oder Roten Graben. Eine Furt bildete in der Vergangenheit den wichtigsten Übergang. Um Mitternacht konnte man in der Nähe der Furt mehrere weiße Frauen sehen, die eifrig ihre Wäsche wuschen. Das Geräusch der Wäscherinnen konnte man schon in einiger Entfernung hören. Wenn jemand beim Übergang das Wasser trübte, es also zum Waschen ungeeignet machte, kamen die Wäscherinnen und gaben ihm Ohrfeigen.

#### Der Geisterförster im Klosterforst
Im tiefen Wald zwischen Großlangheim und Dettelbach stand früher ein Jägerhaus. Dort lebte ein uralter Jäger mit seinen zwei Hunden. Er wurde von allen Menschen gemieden, weil er nie die Kirche besuchte und die Holzsucher grausam verfolgte. Als er starb, waren alle Menschen aus Großlangheim froh. Im Winter nach seinem Tod aber tauchte der Jäger als Geist wieder im Wald auf. Er brachte Wanderer vom rechten Wege ab und erschreckte die Menschen mit seinen schaurigen Rufen.
Eine Großlangheimerin berichtete, dass ihr Vater mit seinen zwei Brüdern einst im Wald zugange war. Sie wollten für ihre Besen den sogenannten Reisig holen und stiegen dazu auf die ältesten Birken. Als es elf Uhr schlug, kam plötzlich ein Mann aus dem Wald gelaufen. Er hatte einen Hund dabei und postierte sich unter dem Baum auf dem die Brüder saßen. Die sahen aber, dass der Jäger keinen Kopf hatte. Um Mitternacht verließ der Jäger die Stelle und ein lautes Rauschen ging durch den Wald.

### Brauchtum
Die alljährliche Wallfahrt nach Gößweinstein dauert fünf Tage, vom Samstag vor Pfingsten bis zum Mittwoch danach
mit zwei Tagen Fußmarsch für die gut 110 km lange Strecke mit Zwischenhalt in Pommersfelden. Pfingstmontag ist Ruhetag, der zum Beten und Gedenken an die Opfer einer Pestepidemie im Mittelalter, die Auslöser für diese Wallfahrt war, genutzt wird.

### Musik
Der Männergesangverein (MGV) Sängerlust wurde am 6. Juli 1912 gegründet. Er trat 1926 dem deutschen Sängerbund bei. 1999 gründete Petra Sterk den Großlangheimer Kinderchor, die „Langemer Nesthäkchen“, die sich im November 2000 dem MGV anschlossen. Jeden Freitag proben über 40 Kinder in zwei Gruppen. Im Jahre 2011 erhielt der Chor Verstärkung durch die aktiven Sänger des aufgelösten Etwashäuser Männerchores. Das Repertoire umfasst Lieder aus 300 Jahren.

### Regelmäßige Veranstaltungen
Das Maibaumaufstellen startet am 30. April. Die männliche Dorfjugend fällt jedes Jahr eine Birke im Wald, die von Mädchen geschmückt wird. Gegen Abend wird der Maibaum am Marktplatz aufgerichtet und bis zum Tagesanbruch am 1. Mai bei Lagerfeuer und Geselligkeit bewacht.
Das Seefest des MGV Großlangheim findet im Juni statt.
Ein Beach- und Rasenhandballturnier findet Ende Juni auf dem Sportgelände des Turnvereins Großlangheim (TVG) jeweils von Freitag bis Sonntag statt. 
Am Freitag vor dem Turnier findet der „Krackenlauf“ statt. Der Name rührt daher, dass die Großlangheimer in der Umgebung meist „Kracken“ genannt werden.
Zunächst messen sich die Erwachsenen beim Beach- und Rasenhandballturnier und eine Woche später die Jugendlichen. Der TVG war der erste Verein in Bayern, der sich Mitte der 1990er Jahre einen Beachhandballplatz anlegte. Ein zweiter Platz folgte. Anfangs war der TVG auch Ausrichter eines Beachhandballmasters, dessen Gewinn zur Teilnahme an der deutschen Beachhandballmeisterschaft berechtigte.
Das Jugendpfingstturnier des FC Großlangheim wird an Pfingsten ausgerichtet. Am Samstag ermitteln Großlangheimer Vereine und Gruppierungen auf Kleinfeld den Fußball-Dorfmeister.
Eine Großveranstaltung ist das Großlangheimer Weinfest am dritten Wochenende im Juli. Zahlreiche Besucher finden sich alljährlich rund um die Schloßruine am Seeumfeld ein. Eine Gemeinschaft verschiedener Großlangheimer Vereine und die Gemeinde arbeiten dafür eng zusammen. Das Festgeschehen beginnt mit der Abholung der örtlichen Weinprinzessin durch Vereine, Ehrengäste und Gemeinde.
Die Panik-Party ist wohl die herausragendste Veranstaltung im Jahreslauf am Samstag des vierten Juli-Wochenendes. Das größte Open-Air-Konzert Unterfrankens in einem Regenauffangbecken der Großlangheimer Weinberge ist weit über die Grenzen des Landkreises hinaus bekannt. Die Veranstaltung wird vom örtlichen Jugendverein Offener Jugendtreff Neuer Keller e. V. in Eigenregie organisiert und getragen. Ihm fließt auch der gesamte Gewinn zu, der direkt für die Jugendarbeit des Ortes verwendet wird.
Die Kerm wird seit einigen Jahren Anfang Oktober von der Jungen Liste wiederbelebt. Seitdem findet auch eine Kerwapredigt statt.
Um 1600 fand das Kirchweihfest:47 am Sonntag nach St. Jakobi statt, seit 1822 am Sonntag nach Michaeli.
Auf dem Adventsbasar am ersten Adventssonntag werden zeitlose und weihnachtlich-winterliche Waren angeboten.
Der sogenannte Holzstrich, eine Versteigerung von Brennholz, wird traditionell zwischen Weihnachten und Silvester direkt im Großlangheimer Wald abgehalten. Üblicherweise kommen Stere und Kuppen (Baumkronen) von Fichte, Kiefer, Birke, Eiche, Erle und Buche zum Verkauf.

### Sport

#### Vereine
- Der Turnverein 1886 e. V. Großlangheim[17] ist ein Mehrspartensportverein mit neun Abteilungen u. a. mit Gymnastik, Handball, Leichtathletik und Turnen. Das Frauenteam der Handballabteilung gehörte in der Vergangenheit nach der unterfränkischen Meisterschaft der Handball-Landesliga (5. Liga) an.

## Wirtschaft und Infrastruktur

### Wirtschaft
2016 zählte die amtliche Statistik im produzierenden Gewerbe keine und im Bereich Handel, Verkehr und Gastgewerbe 23 sozialversicherungspflichtig Beschäftigte am Arbeitsort. In sonstigen Wirtschaftsbereichen waren am Arbeitsort 44 Personen sozialversicherungspflichtig beschäftigt. Sozialversicherungspflichtig Beschäftigte am Wohnort gab es insgesamt 751. Im verarbeitenden Gewerbe wurde ein Betrieb, im Bauhauptgewerbe wurden fünf Betriebe aufgeführt. Im Jahr 2010 bestanden 36 landwirtschaftliche Betriebe mit einer landwirtschaftlich genutzten Fläche von insgesamt 847 Hektar, davon waren 772 Ackerfläche und 37 Dauergrünfläche. Wein wird am Schwanberg in der Lage Kiliansberg angebaut.
Im Jahr 2022 erzielte Großlangheim Einnahmen aus der Gewerbesteuer in Höhe von 168 Tausend Euro. Mit einem Gewerbesteuerhebesatz von 300 % zählt die Gemeinde zu den steuerlich attraktiven Standorten Deutschlands. Großlangheim ist etwa steuerlich deutlich günstiger als die Kreisstadt Kitzingen (Gewerbesteuerhebesatz 360 %) oder die Landeshauptstadt München (Gewerbesteuerhebesatz 490 %).

### Weinbau
Großlangheim ist heute Weinbauort im Anbaugebiet Franken. Eine Weinlage existiert um das Dorf, der Wein wird seit den 1970er Jahren unter dem Namen Großlangheimer Kiliansberg vermarktet. Großlangheim ist Teil des Bereichs Schwanberger Land, bis 2017 waren die Winzer im Bereich Steigerwald zusammengefasst. Die Keuperböden um Großlangheim eignen sich ebenso für den Anbau von Wein, wie die Lage in der Maingauklimazone, die zu den wärmsten Deutschlands gehört.
Bereits seit dem Frühmittelalter betreiben die Menschen um Großlangheim Weinbau. Die fränkischen Siedler brachten wohl im 7. Jahrhundert die Rebe mit an den Main. Im Mittelalter gehörte die Region zum größten zusammenhängenden Weinbaugebiet im Heiligen Römischen Reich. Die Menschen betrieben zumeist Nebenerwerbsweinbau zur Selbstversorgung, gleichzeitig bildeten sich bereits Exportzentren insbesondere entlang des Maines heraus. Großlangheim stieg 1414 auch zum Markt auf, um einen Zentralmarkt für die Weine der umliegenden Gemeinden zu etablieren.
Der Weinbau erlebte nach der Säkularisation zu Beginn des 19. Jahrhunderts allerdings einen umfassenden Niedergang. Vor allem klimatisch weniger begünstige Lagen gab man vollständig auf. Zusätzlich erschwerte das Aufkommen von Schädlingen wie der Reblaus den Anbau. Konsolidieren konnte sich die Weinbauregion Franken erst wieder in der zweiten Hälfte des 20. Jahrhunderts. Der Einsatz von Düngern und verbesserte Anbaumethoden hatten dazu ebenso beigetragen wie die Organisation in Genossenschaften und die Flurbereinigung der 1970er Jahre.
Der Weinbau ist in Großlangheim heute wieder ein wichtiger Wirtschaftsfaktor. Mehrere Weingüter haben im Ort ihren Sitz. Daneben prägt der Wein auch die Ortskultur und zieht Touristen an. So etablierten die örtlichen Winzer die Wahl einer Weinprinzessin, die die Großlangheimer Erzeugnisse repräsentieren soll. Daneben entstand ein Weinerlebnisweg, der Wanderer durch die Weinberge leitet. Mittelpunkt der Weinkultur ist jedoch das Großlangheimer Weinfest, das jährlich in der dritten Juliwoche stattfindet.
| Weinlage    | Größe 1993 | Größe 2019 | Himmelsrichtung    | Hangneigung | Hauptrebsorten           | Großlage             |
| ----------- | ---------- | ---------- | ------------------ | ----------- | ------------------------ | -------------------- |
| Kiliansberg | 60 ha      | 65 ha      | Norden, Nordwesten | 10–15 %     | Silvaner, Müller-Thurgau | Rödelseer Schloßberg |

### Verkehr

#### Straßenverkehr
Großlangheim ist gut über die Autobahn A 3 (Anschlussstelle Kitzingen/Schwarzach) und die Bundesstraßen B 8, B 22 und B 286 zu erreichen. Sie alle verlaufen in weniger als sechs Kilometern Entfernung.

#### Bahnstrecke Kitzingen-Schweinfurt
Mit dem ausgehenden 19. Jahrhundert erhielt Großlangheim einen Anschluss an das bayernweite Eisenbahnnetz. 1893 wurde der Abschnitt Kitzingen-Gerolzhofen der sogenannten Steigerwaldbahn (auch Untere Steigerwaldbahn) fertiggestellt, Großlangheim wurde mit einem Haltepunkt ausgestattet. Die Nebenbahn verband ab 1903 Kitzingen mit dem Schweinfurter Hauptbahnhof und war damit eine der längeren Nebenstrecken in Deutschland.
Seit den 1980er Jahren begann man den Verkehr auf der Strecke zu reduzieren. Schließlich wurde im Jahr 2007 der Abschnitt zwischen Kitzingen und Großlangheim wegen vermuteter Altlasten aus dem Zweiten Weltkrieg auch für den Güterverkehr gesperrt. Seit längerer Zeit gibt es Initiativen zur Reaktivierung des Personenverkehrs auf der stillgelegten Strecke. Anfang 2019 entbrannte ein heftiger, bis heute andauernder Streit, der zum Politikum wurde. 

### Bildung
Es gibt folgende Einrichtungen (Stand: 2017):
- Ein Kindergarten mit 62 Kindergartenplätzen und 44 Kindern
- Grundschüler besuchen die Verbandschule Kleinlangheim mit einzelnen Klassen im Schulgebäude Großlangheim.
- Die Mittelschule wird von den Großlangheimer Schülern zunächst in Kleinlangheim, und anschließend in Wiesentheid besucht.

Weiterführende Schulen befinden sich in unmittelbarer Nähe des Marktes.
- In Kitzingen, Dettelbach und Volkach gibt es Realschulen.
- Eine Wirtschaftsschule befindet sich in Kitzingen.
- Gymnasien können in Kitzingen, in Schwarzach am Main-Münsterschwarzach, in Volkach-Gaibach und in Wiesentheid besucht werden.

### Einrichtungen
In Großlangheim befinden sich vier Weinverkaufsstellen, drei Gastwirtschaften, zwei Bäckereien, zwei Banken, eine Häckerwirtschaft und eine Fahrschule.

## Persönlichkeiten

### In Großlangheim geboren
- Thomas Neidlin (auch Neutlin, † 1556), Abt von Kloster Oberzell
- Hieronymus I. Hölein († 1615), Abt von Kloster Ebrach
- Wilhelm Andreas Kummer (* 1771 in Großlangheim, † 1857 in Würzburg), Landrichter in Prölsdorf, Eltmann, Schriftsteller[26][27]
- Seligmann Pinchas Fromm (1821–1898), Rabbiner[28]
- Andreas Evaristus Mader (1881–1949), Theologe und Archäologe, legte 1932 bei Ausgrabungen die Kirche der Brotvermehrung frei.
- Hannes Grebner (1921–1971), Heimatdichter und Komponist

### Mit Großlangheim verbunden
- Georg Spath (1894–1960), Lehrer und Heimatkundler, Spath wirkte von 1928 bis 1938 als Lehrer in Großlangheim[29]
- Oskar Stahl (1896–1966), Pfarrer, Stahl wirkte von 1943 bis 1956 als Ortspfarrer, Ehrenbürger von Großlangheim[30]